# Абрис (видавництво)
«Абрис» — українське видавництво гуманітарної літератури. Видає наукову, навчальну, науково-популярну та іншу літературу.

## Історія та опис
Засноване у 1991 році у Києві групою українських учених, видавців, журналістів.
Першою продукцією «Абрис» стали репринтні видання книг, зокрема І. Огієнка «Українська культура» (з видання 1918), М. Возняка «Українські перекази» (1944), «Всероссийское Учредительное Собрание. Стенографический отчет» (1918) та інші. 
Видавництво започаткувало серії «Класики світової суспільно-політичної думки» та «Українські мислителі», в яких видали переклади українською книги К. Поппера «Злиденність історицизму», вибрані твори П. Юркевича і Б. Кістяківського. 
За програмою «Трансформація гуманітарної освіти в Україні» фонду «Відродження» видало серію підручників нового типу для школярів і студентів. Розробило й надрукувало навчальні контурні карти з географії, історії України і всесвітньої історії, робочі зошити учнів зі шкільних предметів. Серед продукції також бібліографічні покажчики, словники, книги з економіки, медицини тощо.
Керівник — Опілат Ірина Володимирівна.